# Audiogén reflexrohamok macskákban (FARS-betegség)
A FARS (Feline Audiogenic Reflex Seizures), magyarul audiogén reflexrohamok macskákban, a macskáknál jelentkező epilepszia egyik válfaja, melynél a rohamot különféle, magas fekvésű hanghatások váltják ki. A tünetek az enyhe megrezdülés és a súlyos epilepsziás roham közötti skálán helyezkednek el. Érdemi tanulmányozása és elkülönítése a többi epilepsziától a 2010-es években kezdődött, pontos kórtana nem ismert.

## Előfordulása
A macskák epilepsziája a kutyáknál ritkábban ugyan, de előfordul. Ennek egyik különleges, csak macskáknál jelentkező változata az audiogén reflexroham. Az állat 15. életéve körül kezdődik, többnyire egyéb öregkori betegségek mellett, pl. vese- és pajzsmirigyproblémák, cukorbetegség. Az ebben szenvedő állatok kb. 50 százaléka hallásproblémákkal is küzd, esetenként paradox módon közel süket. Birman fajtájú macskáknál a leggyakoribb.

## A rohamok kiváltó okai
A rohamokat éles és hirtelen, magas tónusú, kattanás jellegű hanghatások váltják ki, többek között
- papírzacskó, zörgős műanyag, alufólia gyűrögetése
- kulcscsomó, pénzérmék zörgése
- golyóstoll, billentyűzet, egér, gázgyújtó kattintgatása
- koccintás, kanál csörgése a tányérban, üveg törése
- nyelv csettintgetése
- vízcsorgás, wc lehúzás, zuhanyozó hangja, palackban lévő folyadék rázása
- zene, ütőhangszerek, de akár magasabb zongorahang is
- tévéműsorok, filmek éles hangjai
- lövések, petárda, durranópatron, „pattogó egérke“
- szög beverése, bútorok és padló recsegése
- riasztó, telefoncsörgés
- emberi fül számára nem hallható ultrahang, például ultrahangos érzékelő, riasztó bekapcsolása

## Tünetei
Legenyhébb esetben a hang hatására az állat egy pillanatra a füleit megrezgeti, jelezve, hogy számára kellemetlen hatás érte. Komolyabb tünet a fej megrándulása, nyelvöltögetés, grimaszolás, a teljes testes megrándulás már egy súlyosabb reakció. Főként a gyorsan ismétlődő hanghatások (folyamatos egérkattintgatás, gépelés) hatására néhány megrándulás után 30-60 másodperces, esetleg hosszabb generalizált nagyroham (grand mal) is kifejlődhet eszméletvesztéssel, kapálódzó mozdulatokkal, nyálzással, bevizeléssel, a roham lezajlása után átmeneti vaksággal, zavartsággal. Előfordulhat, hogy a kiváltó hirtelen zaj hatására pánikrohamhoz hasonló menekülési reakció következik be, esetenként a roham után rövid idejű zavartsággal, látásvesztéssel, bevizeléssel, de eszméletvesztés nélkül.

## Kivizsgálása
A tünetek jelentkezése esetén állatorvosi vizsgálat szükséges.
Ennek keretében általános kivizsgálás, labor, pajzsmirigy vizsgálat történik, lehetőség szerint a vérnyomást is meg kell mérni. Ezt követi a neurológiai vizsgálat, ennek során felmérik a látást, hallást, a bőrérzékelést, fájdalomérzetet, mozgást, egyensúlyt, reflexeket, szemmozgásokat, viselkedést. Esetenként agyi képalkotó vizsgálatot végeznek agyi folyamatok kizárására. Gyanús esetben az állatorvos a kiváltó zajokkal megpróbálja a tüneteket előidézni. Nagy segítséget jelent számára a korábbi rohamok levideózása, a tünetek és az azokat kiváltó események naplózása.

## Kezelése és tennivalók
Az állat a számára rohamot kiváltó zajoktól való távoltartása minden esetben szükséges lenne, de ez lakásban tartott macska esetében nagyon nehéz, szinte lehetetlen feladat. Betervezett, zajos munka esetén az állatot másik helyiségbe kell vinni, a tévét, zenét halkabbra kell venni. Mivel a számítógépes egérben lévő mikrokapcsoló kattanása az egyik legrosszabbul viselt hanghatás, számítógépes munka esetén az állat ne legyen a közelben.
Súlyosabb, vagy rendszeresen jelentkező rohamok esetén gyógyszeres kezelés szükséges, ez több hatóanyaggal is lehetséges, de ebben az esetben is kímélni kell az állatot a rohamot provokáló zajoktól. A gyógyszer magát a betegséget nem gyógyítja, csak a tüneteket csökkenti. Szerencsés esetben teljes tünetmentesség is elérhető, de a cél inkább a rohamok gyakoriságának és súlyosságának a csökkentése. A gyógyszer adagolása komoly fegyelmet igényel az állat gazdája részéről, hirtelen abbahagyása, vagy akár egyetlen kimaradt, vagy késve beadott adag rohamot provokálhat. 
Generalizált nagyroham esetén az állat nyugtatgatása, simogatása teljesen felesleges, mert nincs öntudatánál, viszont akár komoly sérüléseket is okozhat a gazdájának. A lezajlott roham utáni nyugtatgatás viszont már indokolt.
Öt percnél hosszabb roham esetén be kell adni az állatorvos által ilyen esetre adott sürgősségi gyógyszert, többnyire kúpot, ennek hiányában azonnal állatorvoshoz kell fordulni. Tíz percnél hosszabb roham életveszélyes lehet. 
Az epilepszia bármelyik változatánál ügyelni kell, hogy roham esetén az állat ne eshessen le, ne ránthasson magára tárgyakat. Rendszeres orvosi ellenőrzés szükséges a gyógyszerek hatásosságának, valamint a belső szervek, vese, máj működésének felmérésére.